# Escalinata de los Jeroglíficos

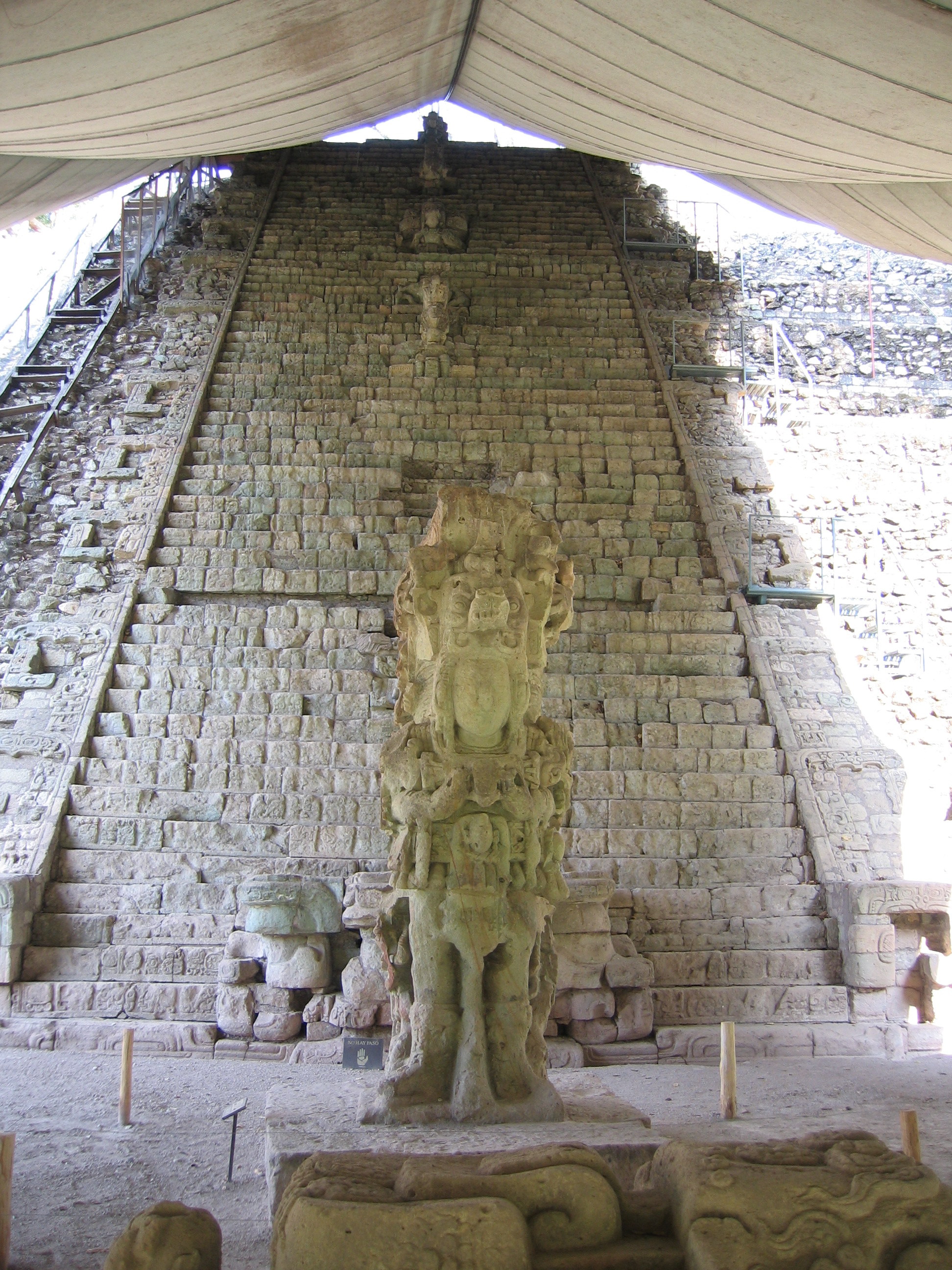
Estado actual de la Escalinata de los jeroglíficos de Copán, Honduras.

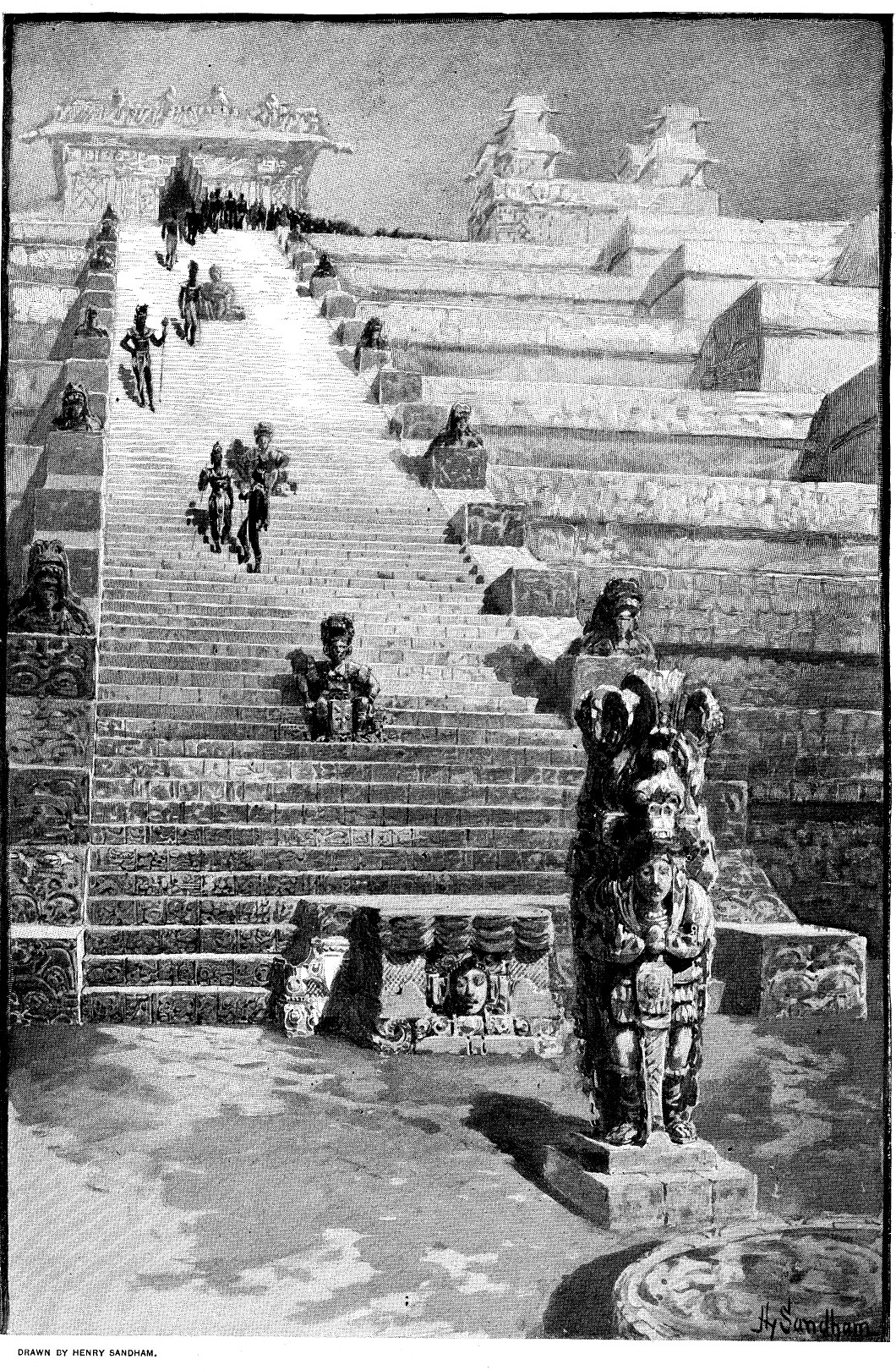
La escalinata reconstruida en un grabado de 1898.

La escalinata de los Jeroglíficos contiene la escritura jeroglífica más importante y extensa de toda Mesoamérica, está situada en la cara oeste del "Templo-pirámide 26", construido entre 706 y 756 d. C. por los habitantes mayas de la antigua ciudad del período clásico-tardío: Copán, actualmente región de Copán, en Honduras. 

## Historia
En el jeroglífico se narra la crónica oficial de los 16 gobernantes copanecos y fue grabado, bajo el mandato del K'ak' Yipyaj Chan K'awiil de Copán, que gobernó la ciudad-estado desde el 742-763 d. C.).
La escalinata forma parte de un templo en el cual se realizaban ceremonias cósmicas
El investigador británico Mudslay, en el año 1890 aproximadamente, hizo la primera excavación de la escalinata, y después la continuaron hasta el año 1900, John G. Owens y George Byron Gordon, ambos miembros del Museo Peabody de la Universidad de Harvard.

## Arquitectura
- Ubicación: Situado en el lado Oeste del Templo-pirámide 26 del complejo arqueológico de Copán.
- Altura: 12 metros
- Consta de 63 escalones de 9 metros de anchura cada uno.
- Material: 1100 bloques monolíticos.
- Forma: escalinata vertical ascendente.
- Contiene 2.500 glifos aproximadamente.
- Grupo de 6 estatuas humanas sentadas en tronos.

a

## Simbología
Los escalones, por su posición concreta, encerraban un significado cósmico y se utilizaban para efectuar ceremonias entre los dioses del bien y del mal, la vida y la muerte.
Los jeroglíficos narraban los quehaceres del Rey de Copán y de los sucesos del reino. Aunque el mal estado de algunos de los escalones ha dificultado su descifre total, actualmente se conoce el significado del 75 % de los jeroglíficos.
Honduras ha solicitado a los Estados Unidos la devolución de la escultura del Rey de Copán Uaxaclajuun Ub'aah K'awiil, conocido como 18 Conejo, (que gobernó la ciudad-estado desde el 695 hasta el año 737), la cual pertenecía a la escalinata y que hace años que está en poder de la Universidad de Harvard.

## Conservación
Desde el año 1930 hasta el 1946 se procedió a la reconstrucción de la escalinata por parte de la Institución Carnegie de Washington, concretamente por los investigadores Sylvanus Morley y Gustav Stromsvik.
Desde el año 1985, la escalinata está cubierta con una lona para evitar la erosión que podría hacer desaparecer los jeroglíficos.
Desde el año 2007, el gobierno hondureño ha puesto en marcha un plan para la recuperación y conservación de la escalinata usando cal.

## Enlaces wikipédicos
- Honduras
- Zona arqueológica de Palenque
- jeroglífico
- maya
- Guatemala
- Piedras Negras
- Chichén Itzá
- Cobá
- Tikal
- Uxmal
- Comalcalco

- Datos: Q8777565